# أدايرسفيل
أدايرسفيل (بالإنجليزية: Adairsville, Georgia)‏ هي مدينة تقع في مقاطعة بارتو، جورجيا بولاية جورجيا في الولايات المتحدة. تبلغ مساحة هذه المدينة 23.6 (كم²)، وترتفع عن سطح البحر 219 م، بلغ عدد سكانها 4648 نسمة في عام 2010 حسب إحصاء مكتب تعداد الولايات المتحدة.

## أعلام
- فيك بيسلي
- شارلى أرثر فلويد

## وصلات خارجية
- www.adairsvillega.net
- Cities & Counties - Georgia.gov